# Дом-музей Корнея Чуковского
До́м-музе́й Корне́я Чуко́вского — мемориальный музей Корнея Чуковского, расположенный на бывшей даче писателя в Переделкино. Открытие музея состоялось в 1994 году в качестве филиала Государственного литературного музея.

## История
Корней Чуковский переехал в Москву в 1937 году, а спустя год получил дом в писательском посёлке Переделкино. Большинство зданий поселения были построены в 1930-х по проекту немецкого архитектора Эрнста Мая, однако зачастую имели те или иные внутренние проблемы и требовали дополнительного ремонта. Так, дом Чуковского не был приспособлен для жизни в условиях низких температур, из-за чего писатель первое время проводил там только летние месяцы. К 1950 году здание было полностью утеплено и Чуковский смог переехать в него на постоянной основе. В этом доме он написал книги «Бибигон», «Живой как жизнь» и другие.
После смерти Чуковского в 1969 году в дом стали приходить поклонники творчества писателя. Дочь Лидия Чуковская вспоминала:
Вдруг оказалось… людей, любящих его книги, желающих углубиться в историю русской культуры, гораздо более, чем мы помышляли. Ни единого объявления в газете или где бы то ни было, но идут, и идут, и идут, приходят пешком, приезжают на поездах, на санаторных автобусах, в частных автомобилях.
Долгое время музей существовал на общественных началах, родственники писателя продолжали жить в здании и проводить экскурсии для посетителей. В 1974 году Лидия Чуковская была исключена из Союза писателей и Литературный фонд СССР инициировал выселение семьи из здания. В 1975 году Министерство культуры РСФСР взяло дом писателя под охрану как памятник культуры, однако Литфонд опротестовал решение суда, к 1982 году Союз писателей добился положительного судебного решения о выселении семьи Чуковских.
В ответ на это началась протестная волна, в защиту Лидии Чуковской выступали общественные и литературные деятели. В 1989 году Фонд культуры возглавил Дмитрий Лихачёв, который добился отмены судебных решений и вернул дому Чуковского статус памятника культуры. Также по инициативе академика был создан проект по реконструкции здания.
С 1992 по 1994 год дом находился на масштабной реставрации, во время которой были заменены внутренние перекрытия, а также системы внутренних коммуникаций. Открытие музея состоялось в 1994-м в качестве филиала Государственного литературного музея, первым директором был назначен литературовед Лев Шилов.

## Экспозиция
Все экспонаты музея являются мемориальными и когда-то находились внутри дома писателя, интерьер которого был полностью восстановлен. В число наиболее ценных сохранившихся предметов входят книги из семейной библиотеки Чуковских, автографы Анны Ахматовой, Александра Твардовского, Василия Розанова, мантия доктора литературы Оксфордского университета, телефон и кувшин, который стал прототипом для обложки «Мойдодыра». В музее представлена комната, где хранятся вещи Александра Солженицына, часто гостившего у Чуковских.
Во дворе находится библиотека, построенная Корнеем Чуковским на собственные средства для детей из Переделкино и окрестных сёл. Здание было утеряно в 1943 году во время боевых действий Великой Отечественной войны. После окончания войны его отстроили заново.
Был вчера в Переделкине — впервые за все лето. С невыразимым ужасом увидел, что вся моя библиотека разграблена. От немногих оставшихся книг оторваны переплёты.Корней Чуковский, 1943 год